# Ol'ga Novokščenova
Ol'ga Nikolaevna Novokščenova (in russo О′льга Никола′евна Новокще′нова?; Mosca, 29 novembre 1974) è una sincronetta russa.

## Palmarès

### Olimpiadi
In carriera ha ottenuto i seguenti risultati:
Giochi olimpici
Coppie
A squadre
- Oro a Sydney 2000
- Oro a Atene 2004